# Liste des évêques d'Alindao
Liste des évêques d'Alindao
(Dioecesis Alindaoensis)

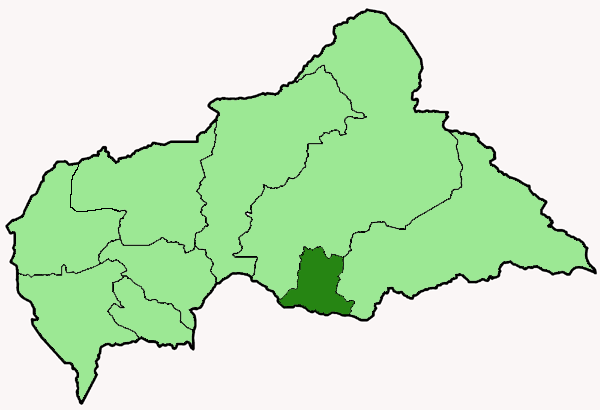
Carte du diocèse catholique d’Alindao

L'évêché centrafricain d'Alindao est créé le 18 décembre 2004, par détachement de celui de Bangassou.

## Sont évêques
- 18 décembre 2004 - 19 mars 2014 : Peter Marzinkowski
- depuis le 19 mars 2014 : Cyr-Nestor Yapaupa

## Sources
- L'ANNUAIRE PONTIFICAL, sur le site http://www.catholic-hierarchy.org, à la page